# Hitra
Hitra est une commune norvégienne située dans le comté de Trøndelag. Elle s'étend principalement sur l'île du même nom et fait partie de la région de Fosen. Elle a pour centre administratif la localité de Fillan.

## Géographie
Le territoire communal de 685,42 km2 comprend l'île d'Hitra, les autres îles et îlots avoisinants ainsi qu'une petite partie continentale. L'île principale est reliée au continent par le tunnel d'Hitra d'une longueur de 5 645 m et à l'île de Frøya au nord par un autre tunnel de 5 305 m de long.

## Histoire

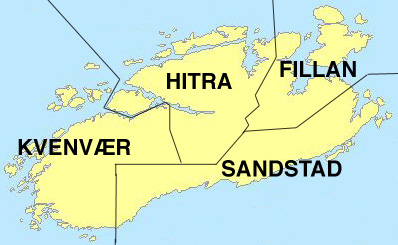
Les anciennes communes d'Hitra avant 1964

Créée en 1838, la commune est alors formée des îles d'Hitra et Frøya. Cette dernière est détachée le 1er janvier 1877 pour former une commune distincte. Le 1er janvier 1886, l'est et le sud de l'île sont détachés pour former la commune de Fillan. Le 1er janvier 1913, la commune de Kvenvær est créée dans l'ouest de l'île, puis le 1er juillet 1914, celle de Sandstad dans le sud. Enfin le 1er janvier 1964, les quatre communes sont réunies en une seule du nom d'Hitra. 
Le 1er janvier 2020, l'île d'Hemnskjela et la pointe nord-ouest de l'ancienne commune de Snillfjord sont réunies à Hitra.